# Luana Zanella
Luana Zanella (Venezia, 4 ottobre 1950) è una politica italiana di Europa Verde, già co-portavoce della Federazione dei Verdi dal 23 novembre 2013 al 15 novembre 2015.

## Biografia
Nasce il 4 ottobre 1950 a Venezia ed è residente a Mestre; sposata, due figli, è laureata all'Università degli Studi di Padova in scienze politiche e specializzata in diritto del lavoro presso l'Università degli Studi di Trieste.
Ha insegnato discipline giuridiche ed economiche nelle scuole superiori a Trieste e Venezia, dedicandosi alla sperimentazione didattica e alla ricerca sul territorio. Impegnata nel movimento delle donne e nell'associazionismo ambientalista, approdando all'inizio degli anni '90 nella politica istituzionale, assumendo nel corso degli anni vari incarichi nell'amministrazione comunale di Venezia: presidente di circoscrizione dal 1994 al 1997, presidente del consiglio comunale dal 1997 al 2000, assessore comunale con deleghe alle politiche sociali e alla cittadinanza delle donne dal 2000 al 2001, assessore con deleghe alla produzione cultura, relazioni comunitarie e internazionali, politiche giovanili e Centro Pace dal 2006 al 2010.

### Elezione a deputata
Alle elezioni politiche del 2001 viene candidata alla Camera dei deputati nel collegio maggioritario di Venezia-Mestre, sostenuta dalla coalizione di centro-sinistra L'Ulivo in quota Verdi, dove viene eletta deputata con il 47,61% dei voti contro i candidati della Casa delle Libertà Nicola Bottacin (37,44%), della Lista Di Pietro Gian Franco Sperandio (4,42%) e della Lista Emma Bonino Elisabetta Zamparutti (3,52%). Nella XIV legislatura della Repubblica è stata componente della 12ª Commissione Affari sociali e della Commissione parlamentare per l'infanzia, oltre ad essere una delle vicepresidenti del gruppo misto alla Camera in rappresentanza della componente Verdi – L'Ulivo, di cui ha coordinato.

### Vice-capogruppo dei Verdi

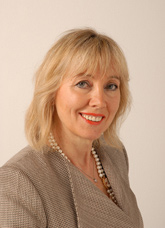
Zanella rieletta alla Camera nel 2006

Alle elezioni politiche del 2006 viene nuovamente candidata alla Camera, tra le liste dei Verdi nella circoscrizione Veneto 2 in seconda posizione, venendo rieletta a Montecitorio grazie alla rinuncia del seggio di Gianfranco Bettin per rimanere consigliere regionale. Nella XV legislatura della Repubblica è stata capogruppo per i Verdi nella 5ª Commissione Bilancio, tesoro e programmazione, componente della Commissione parlamentare di collaborazione italo-venezuelana e della Commissione parlamentare per l'infanzia, mentre nel gruppo parlamentare dei Verdi ricopre gli incarichi di vice-capogruppo e delegata d'aula.

### Co-Portavoce e Coordinatrice dei Verdi
Il 23 novembre 2013, durante la 32º assemblea nazionale della Federazione dei Verdi, viene eletta portavoce del partito con il 70% dei voti dei delegati del partito, assieme ad Angelo Bonelli grazie alla parità di genere, ricoprendo l'incarico fino a novembre 2015; nel corso del suo mandato è stata delegata per l’Italia presso il Consiglio del Partito Verde Europeo.
A novembre 2017 viene nominata coordinatrice dell'esecutivo del partito, assieme a Bonelli e Gianluca Carrabs, rimanendo in carica fino alla 34º assemblea nazionale dei Verdi del 1-2 dicembre 2018.
Dal 2016 al 2019 è stata presidente dell’Accademia di Belle Arti di Venezia.
Si candida alle elezioni politiche del 2018 nella lista elettorale Italia Europa Insieme come rappresentante e parte della direzione nazionale della Federazioni dei Verdi; la lista raggiungerà lo 0,58% in tutta Italia.
Il 10 luglio 2021, con la confluenza della Federazione dei Verdi in Europa Verde, diventa membro della direzione nazionale di quest'ultima formazione e co-portavoce regionale in Veneto, assieme a Enrico Bruttomesso.

### Ritorno alla Camera
Alle elezioni politiche anticipate del 2022 viene ricandidata alla Camera, per la lista elettorale tra Europa Verde e Sinistra Italiana "Alleanza Verdi e Sinistra" nel collegio plurinominale Veneto 2 - 02, risultando eletta. Nel corso della XIX legislatura diventa vice-presidente del gruppo misto alla Camera fino al 27 ottobre, quando diventa presidente del neo-costituito gruppo parlamentare autonomo di Alleanza Verdi e Sinistra, oltre ad essere vicepresidente della 12ª Commissione Affari sociali.
Il 26 luglio 2023 si è distinta per un intervento alla Camera in cui ha espresso la propria contrarietà alla regolamentazione della gestazione per altri, anche in forma altruistica.